# East Brewton
Cet article possède un paronyme, voir Brewton.
La ville américaine d’East Brewton est située dans le comté d’Escambia, dans l’Alabama. Lors du recensement de 2000, sa population s’élevait à 2 496 habitants.

## Démographie
| 1920 | 1930  | 1940  | 1950  | 1960  | 1970  | 1980  | 1990  |
| ---- | ----- | ----- | ----- | ----- | ----- | ----- | ----- |
| 826  | 1 002 | 1 340 | 2 173 | 2 511 | 2 336 | 3 012 | 2 579 |

| 2000  | 2010  | - | - | - | - | - | - |
| ----- | ----- | - | - | - | - | - | - |
| 2 496 | 2 478 | - | - | - | - | - | - |

## Source de la traduction
- (en) Cet article est partiellement ou en totalité issu de l’article de Wikipédia en anglais intitulé « East Brewton, Alabama » (voir la liste des auteurs).